# Diapheromeridae
Diapheromeridae – rodzina straszyków. Należy do nadrodziny Anareolatae z podrzędu Verophasmatodea (aczkolwiek w roku 2021 pojawiły się wątpliwości i czasem klasyfikuje się ją jako Incertae sedis.
Do rodziny tej należą duże gatunki owadów. Paraphanocles keratosqueleton może osiągać rozmiary nawet 30 cm.

## Podrodziny
Phasmid Study Group podaje 4 podrodziny, należące do Diapheromeridae, jednak obecnie uważa się, że dawna podrodzina Lonchodidae to osobna rodzina.
Pozostałe 3 podrodziny to:
- Palophinae - najmniejsza z podrodzin i najmniej różnorodna gatunkowo
- Diapheromerinae - posiada 3 plemienia, bardzo różnorodna
- Pachymorphinae - posiada 3 plemienia, bardzo różnorodna